# Baumkröte
Die Baumkröte (Pedostibes hosii) gehört zur Gattung Pedostibes innerhalb der Familie der Kröten (Bufonidae). Der in Südostasien verbreitete Froschlurch weist – ähnlich wie Laubfrösche – mehr oder weniger ausgeprägte Fingerscheiben auf, was auf seine kletternde Lebensweise hindeutet.

## Merkmale
Baumkröten der Art Pedostibes hosii werden als Männchen bis zu 6,5 cm, als Weibchen bis 10 cm lang und weisen eine sehr kurze Schnauze auf. Auf dem Rücken zeigt die Haut charakteristische kleine „Warzen“; hinter den Augen finden sich die krötentypischen Parotiden. Die Tiere sind grünlich-braun bis schwarz gefärbt und haben, insbesondere an den Flanken und auf den Gliedmaßen, gelbe Flecken. Manche Weibchen sind purpurfarben überhaucht. Die Männchen verfügen über eine kehlständige Schallblase und entwickeln zur Laichzeit Brunstschwielen an den Fingern.

## Lebensraum und Verhalten
Baumkröten sind nachtaktiv und ernähren sich von Insekten, insbesondere von Ameisen. Sie leben außerhalb der Fortpflanzungszeit an Land, gewöhnlich auf Büschen und Bäumen des Regenwaldes, entlang von größeren Flüssen. Die Jungtiere halten sich zunächst am Boden auf und gehen allmählich zum Klettern über. Während der Fortpflanzungsperiode legen die Kröten zahlreiche Eischnüre in saubere Fließgewässer. Dort entwickeln sich die Kaulquappen bis zur Metamorphose.

## Verbreitung
Die Baumkröte Pedostibes hosii kommt auf der Malaiischen Halbinsel (mit dem äußersten Süden Thailands) sowie auf den Inseln Sumatra und Borneo vor. Gebietsweise tritt sie noch häufig auf; insgesamt gelten die Bestände aber als rückläufig. Die Art ist nicht in der Lage, sich an stark wandelnde Habitatbedingungen anzupassen, wie sie durch anthropogene Umweltveränderungen (Landnutzung, Gewässerverschmutzung, Waldzerstörung etc.) auftreten.